# Świętajno (Olecko)
Świętajno (Schwentainen fino al 1938, Altenkirchen dal 1938 al 1945) è un comune rurale polacco del distretto di Olecko, nel voivodato della Varmia-Masuria.
Ricopre una superficie di 214,91 km² e nel 2004 contava 3 950 abitanti.